# Порсильд, Альф Эрлинг
Альф Э́рлинг По́рсильд (дат. Alf Erling Porsild, 1901—1977) — датско-канадский ботаник.

## Биография
Родился 17 января 1901 года в Копенгагене в семье ботаника Мортена Педерсена Порсилля, в это время работавшего на Датской биологической станции на острове Диско. С 1922 по 1925 год Эрлинг работал ассистентом на станции, затем вместе с братом Робертом в течение десяти лет занимался изучением северных оленей на Аляске и в Северной Канаде.
Вернувшись из экспедиции в Оттаву в 1935 году, Эрлинг стал публиковать результаты своих наблюдений. В 1936 году он был назначен главным ботаником Национального музея Канады, в 1939 году стал подданным Канады. В 1941 году Порсильд был назначен канадским консулом в Гренландии. С 1946 года вновь работал в Национальном музее в Оттаве.
В 1946 году Порсильд был избран членом Канадского королевского общества, в 1958 году — Шведского фитогеографического общества. В 1957 году он стал почётным членом Финской академии наук, в 1964 году — Шведской академии наук.
В 1955 года Порсильд — доктор философии Копенгагенского университета, с 1967 года — почётный доктор Университета Акадия, с 1973 года — Университета Уотерлу.
Скончался в Вене 13 ноября 1977 года.

## Некоторые научные работы
- Porsild, A. E. Illustrated flora of the Canadian Arctic Archipelago. — Ottawa, 1957. — 209 p.
- Porsild, A. E., Cody, W. J. Vascular plants of Continental Northwest Territories, Canada. — Ottawa, 1980. — 667 p.

## Роды и некоторые виды, названные именем Э. Порсильда
- Porsildia Á.Löve & D.Löve, 1976 = Minuartia Loefl., 1753
- Arnica porsildiorum B.Boivin, 1948
- Draba porsildii G.A.Mulligan, 1974
- Erigeron porsildii G.L.Nesom & D.F.Murray, 2004
- Eriophorum ×porsildii Raymond, 1951
- Stellaria porsildii C.C.Chinnappa, 1992